# Tomaszów Mazowiecki
Tomaszów Mazowiecki è una città polacca del distretto di Tomaszów Mazowiecki nel voivodato di Łódź.
Ricopre una superficie di 41,3 km² e nel 2007 contava 66 435 abitanti.

## Amministrazione

### Gemellaggi
- Prato